# Нарегеев, Бекболат Койжанович
Бекболат Койжанович Нарегеев (4 марта 1950 года) — казахстанский политический деятель. Кандидат экономических наук, почетный железнодорожниик МПС СССР, почетный железнодорожник МТиК РК, обладатель ордена «Құрмет».

## Биография
Бекболат Койжанович Нарегеев родился 4 марта 1950 года в Гурьевской области.
Руководитель ШЧ-8 — 8-я Атырауская дистанция сигнализации и связи Нацкомпании «Қазақстантеміржолы».
1993—1995. Аким города Атырау.
Заместитель председателя Комитета путей сообщения Министерства транспорта и коммуникаций Республики Казахстан.
Директор Департамента безопасности движения АО "Национальная компания «Казахстан темір жолы».

## Научные труды
Б. К. Нарегеев. Методические и организационные основы антикризисного управления предприятиями железнодорожного транспорта: На примере Западной железной дороги РК/ Диссертация на соискание ученой степени кандидата экономических наук. 1998